# Wathena
Wathena és una població dels Estats Units a l'estat de Kansas. Segons el cens del 2000 tenia 1.348 habitants.

## Demografia
Segons el cens del 2000, Wathena tenia 1.348 habitants, 524 habitatges, i 345 famílies. La densitat de població era de 266,9 habitants/km².
Dels 524 habitatges en un 34,4% hi vivien nens de menys de 18 anys, en un 53,4% hi vivien parelles casades, en un 10,3% dones solteres, i en un 34% no eren unitats familiars. En el 30,2% dels habitatges hi vivien persones soles el 14,7% de les quals corresponia a persones de 65 anys o més que vivien soles. El nombre mitjà de persones vivint en cada habitatge era de 2,48 i el nombre mitjà de persones que vivien en cada família era de 3,14.
Per edats la població es repartia de la següent manera: un 27,3% tenia menys de 18 anys, un 8,7% entre 18 i 24, un 25,8% entre 25 i 44, un 23% de 45 a 60 i un 15,2% 65 anys o més.
L'edat mediana era de 36 anys. Per cada 100 dones de 18 o més anys hi havia 81,1 homes.
La renda mediana per habitatge era de 34.046 $ i la renda mediana per família de 40.216 $. Els homes tenien una renda mediana de 31.618 $ mentre que les dones 20.800 $. La renda per capita de la població era de 15.440 $. Entorn del 5,5% de les famílies i el 9,8% de la població estaven per davall del llindar de pobresa.

## Poblacions més properes
El següent diagrama mostra les poblacions més properes.